# Cratere Kohlschütter
Kohlschütter è un cratere lunare di 56,25 km situato nella parte nord-occidentale della faccia nascosta della Luna.
Il cratere è dedicato all'astronomo tedesco Arnold Kohlschütter.

## Crateri correlati
Alcuni crateri minori situati in prossimità di Kohlschütter sono convenzionalmente identificati, sulle mappe lunari, attraverso una lettera associata al nome.
| Kohlschütter | Coordinate             | Diametro (in km) |
| ------------ | ---------------------- | ---------------- |
| N            | 11°23′24″N 153°30′36″E | 24,98            |
| Q            | 12°54′36″N 152°45′00″E | 18,28            |
| V            | 15°24′36″N 151°36′36″E | 19               |
| W            | 16°09′00″N 151°01′12″E | 31,22            |